# Charlotte Spencer
Charlotte Spencer (nacida el 26 de septiembre de 1991) es una actriz, bailarina y cantante inglesa. Fue la protagonista femenina en The Living and the Dead. La revista Screen International la nombró en 2015 Star of Tomorrow.

## Primeros años y personal
Spencer nació el 26 de septiembre de 1991 en Harlow, Essex, de Peter y Karen. Tiene una hermana y un hermano menores. Spencer dijo sobre su origen: "Vengo de una clase trabajadora; mi padre es constructor y mi madre trabaja en una escuela". Comenzó a bailar ballet a los tres años y quería actuar desde entonces. A la edad de 11 años, sus padres la enviaron a la Escuela de Teatro Sylvia Young en Marylebone, Londres. Sus padres volvieron a hipotecar su casa para apoyar su carrera como actriz. En 2016, vivía con sus padres cuando no trabajaba como actriz, trabajaba con su abuela en una tienda benéfica y ayuda con el coro en la escuela infantil de su madre. Tiene un perro, Chip.

## Carrera

### Teatro

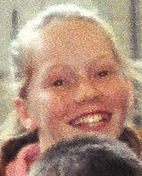
Spencer con el elenco de Mary Poppins en 2004

Spencer hizo su debut actoral a la edad de 12 años como Jane Banks en la producción de 2004 de Richard Eyre del musical Mary Poppins. En 2009, interpretó a Bet en Oliver!. En 2013, Eyre la eligió nuevamente, esta vez como Christine Keeler, en el musical de Andrew Lloyd Webber Stephen Ward, con Charlotte Blackledge como Mandy Rice-Davies. El show fue cancelado poco después.

### Películas
Spencer apareció como la hija de Dexter Fletcher en Hotel Babylon. Ella era la voz de Angelina Ballerina en Angelina Ballerina: Los siguientes pasos cuando tenía 17 años y desde entonces ha trabajado como actriz de voz, como Nettles en la serie de televisión de 2018 Watership Down y como locutora de continuidad de Disney Channel. Apareció en las películas Wild Bill y Los miserables en 2011 y luego en Sombras tenebrosas con Johnny Depp en 2012.
Después de que terminó su aparición en el teatro como Christine Keeler, Spencer tuvo un pequeño papel en Line of Duty y luego fue elegida por el mismo director como la jockey Tina Fallon en la serie de televisión E4 de 2014, Glue. Fue nominada al Premio de Televisión de la Academia Británica a la Mejor Actriz de Reparto por este papel en 2015. Deadline Hollywood informó que protagonizaría Broad Squad; en 2015, apareció en un piloto de Broad Squad como una oficial de policía de la década de 1970 en ABC, que no se convirtió en una serie. Interpretó a Niamh en el corto de BFI, Above, que ganó el premio al Mejor Cortometraje en los National Film Awards del Reino Unido. Interpretó el papel principal, Lilly, en la película Bypass con George MacKay y apareció como Ellie en la serie de televisión Stonemouth de BBC2 En 2015, fue nominada a los premios a la mejor actriz por Stonemouth en los BAFTA Escocia. En la serie de televisión de terror de la BBC1 The Living and the Dead, transmitida en junio de 2016, interpretó el papel de Charlotte Appelby, una fotógrafa convertida en ama de casa, junto a Colin Morgan. Ella dijo sobre el papel: "Desde que era niña, siempre quise hacer un drama de época". Apareció en otro drama de época en otoño de 2019, como Esther Denham en Sanditon, una adaptación televisiva de la novela inacabada de Jane Austen. Defendió la inclusión del sexo y la desnudez como históricamente precisa y "humanizadora".
En mayo de 2016, filmó el cortometraje Diagnosis de BBC/ NFTS en el papel principal de Sally, una mujer que actúa en un juego de roles médico.

## Filmografía

### Televisión
| Año       | Título                             | Papel              | Notas                                    |
| --------- | ---------------------------------- | ------------------ | ---------------------------------------- |
| 2007      | Five Days                          | Jaime              | Episodio: "Day Seventy Nine and Day One" |
| 2008      | Hotel Babylon                      | Liz Casemore       | Episodio: "Ke Koa Lokomaika'i"           |
| 2008      | Genie in the House                 | Cara               | Episodio: "Look to the Future"           |
| 2009      | Angelina Ballerina: The Next Steps | Angelina Ballerina | Voz                                      |
| 2014      | Line of Duty                       | Carly Kirk         |                                          |
| 2014      | Glue                               | Tina               |                                          |
| 2015      | Stonemouth                         | Ellie Murston      |                                          |
| 2016      | The Living and the Dead            | Charlotte Appleby  |                                          |
| 2018      | Watership Down                     | Nettles            | Voz                                      |
| 2019–2022 | Sanditon                           | Esther Denham      | 16 episodios                             |
| 2020      | Us                                 | Karen Petersen     | 4 episodios                              |
| 2020      | Baghdad Central                    | Megan Ford         |                                          |
| 2021      | Jeopardy                           | Charlotte Spencer  | 10 episodios                             |
| 2021      | Ted Lasso                          | Mary (Red Dress)   | Episodio "Beard after Hours"             |
| 2023      | The Gold                           | Nicki Jennings     | 6 episodios                              |

### Película
| Año  | Título             | Papel          | Notas        |
| ---- | ------------------ | -------------- | ------------ |
| 2011 | Wild Bill          | Steph          |              |
| 2012 | Sombras tenebrosas |                |              |
| 2012 | Los miserables     |                |              |
| 2017 | Diagnosis          | Sally          | Cortometraje |
| 2015 | Above              | Niamh          | Cortometraje |
| 2020 | Misbehaviour       | Marjorie Jones |              |
| 2020 | The Duke           | Pammy          |              |
| 2021 | Cenicienta         | Narissa        |              |